# Sciatta delphinensis
Sciatta delphinensis är en fjärilsart som beskrevs av Pierre E.L. Viette 1966. Sciatta delphinensis ingår i släktet Sciatta och familjen nattflyn. Inga underarter finns listade.